# Raul Rusescu
Raul Rusescu (Râmnicu Vâlcea, 9 juli 1988) is een Roemeens voetballer die bij voorkeur als aanvaller speelt. Hij tekende op 2 juli 2019 een contract bij het TurkseGiresunspor, dat hem weghaalde bij het Roemeense Steaua Boekarest.

## Clubcarrière
Rusescu sloot zich op 7-jarige leeftijd aan bij Chimia Râmnicu Vâlcea. In 2005 haalde Dan Petrescu hem naar Unirea Urziceni. Tussen 2006 en 2008 werd hij twee seizoenen uitgeleend aan Dunărea Giurgiu en CS Otopeni om ervaring op te doen. Op 4 mei 2011 kondigde Steaua Boekarest de komst van Raul Rusescu aan. Op 31 juli 2011 scoorde hij zijn eerste competitiedoelpunt voor Steaua Boekarest tegen CS Mioveni. Op 1 december 2011 scoorde hij zijn eerste Europese doelpunt voor zijn nieuwe club tegen Schalke 04 in de Europa League. Op 14 juni 2013 tekende hij een vijfjarig contract bij het Spaanse Sevilla, dat in hem de ideale opvolger ziet van de naar Manchester City vertrokken Jesús Navas. In zijn contract werd een transferclausule van 40 miljoen euro opgenomen.

## Clubstatistieken
| Seizoen | Club               | Land     | Competitie       | Wed. | Doelp. |
| ------- | ------------------ | -------- | ---------------- | ---- | ------ |
| 2008/09 | Unirea Urziceni    | Roemenië | Liga 1           | 23   | 5      |
| 2009/10 | Unirea Urziceni    | Roemenië | Liga 1           | 26   | 8      |
| 2010/11 | Unirea Urziceni    | Roemenië | Liga 1           | 29   | 3      |
| 2011/12 | Steaua Boekarest   | Roemenië | Liga 1           | 31   | 13     |
| 2012/13 | Steaua Boekarest   | Roemenië | Liga 1           | 34   | 21     |
| 2013/14 | Sevilla FC         | Spanje   | Primera División | 1    | 0      |
| 2013/14 | → SC Braga         | Portugal | Primeira Liga    | 13   | 5      |
| 2014/15 | → Steaua Boekarest | Roemenië | Liga 1           | 21   | 4      |
| 2015/16 | Osmanlispor        | Turkije  | Süper Lig        | 24   | 9      |
| 2016/17 | Osmanlispor        | Turkije  | Süper Lig        | 22   | 1      |
| 2017/18 | Osmanlispor        | Turkije  | Süper Lig        | 0    | 0      |
| 2018/19 | Steaua Boekarest   | Roemenië | Liga 1           | 19   | 4      |
| 2019/20 | Giresunspor        | Turkije  | TFF 1. Lig       | 3    | 0      |
| Totaal  | Totaal             | Totaal   | Totaal           | 246  | 73     |

## Erelijst

### Club
Unirea Urziceni
- Roemeens landskampioen

2008/09
 Steaua Boekarest
- Roemeens landskampioen

2012/13, 2014/15
- Roemeense beker

2014/15
- Roemeense League Cup

2014/15
 Sevilla
- UEFA Europa League

2013/14

### Individueel
- Roemeens voetballer van het jaar

2012

## Interlandcarrière
Rusescu scoorde 2 doelpunten uit 7 wedstrijden voor Roemenië -21. Hij nam met Roemenië -21 deel aan het EK -21 in 2011 in Denemarken. Op 11 september 2012 debuteerde hij voor Roemenië in de met 4-0 gewonnen WK-kwalificatiewedstrijd tegen Andorra. Rusescu viel tien minuten na rust in voor Ciprian Marica
2 Gómez ·
3 Bambu ·
4 Niakaté ·
6 Carvalho ·
7 Bruma ·
8 Moutinho ·
9 El Ouazzani ·
10 A. Horta ·
11 Fernandes ·
12 Sá ·
13 Ferreira ·
15 Oliveira ·
16 Zalazar ·
19 Marín ·
20 Gharbi ·
21 R. Horta  ·
22 Helguera ·
25 Ribeiro ·
26 Arrey-Mbi ·
27 Guitane ·
29 Gorby ·
33 Marques ·
77 Martínez ·
90 Fernández ·
91 Horníček ·
Coach: Carvalhal
· Keeperstrainer: Carvalho